# Любо-Чистополье
Лю́бо-Чистопо́лье — упразднённая деревня в Липецком районе Липецкой области России. Входила на год упразднения в состав Новодмитриевского сельсовета. В 1988 году включен в состав села Новодмитриевка и исключен из учётных данных.

## География
Располагалась у железнодорожной станции Чириково на линии Грязи-Елецкие — Елец.

## Топоним
Любостань происходит от казацких слов «любо» (хорошо, приятно душе) и «стан» (место стоянки, стойбище, современное значение — станица). Чистополье — «чистое поле»
.

## История
В документах середины XIX века упоминаются расположенные рядом деревни Чистополь и Любостань. Численность их населения была примерно равной: 121 и 117 (соответственно).
В начале XX века открылась Дмитриевская церковь. Отсюда пошло название соседнего села — Новодмитриевка.
В 1926 году зафиксированы две деревни, однако уже по данным 1932 года одна — Любо-Чистополье.
В 1988 году деревня Любо-Чистополье, а также село Чириково вошли в состав центра сельского совета села Новодмитриевка.